# R-29RM Sjtil
R-29RM Sjtil (ryska: P-29PM Штиль, NATO-rapporteringsnamn: SS-N-23 Skiff) är en rysk ubåtsbaserad, kärnvapenbestyckad ballistisk robot, med en räckvidd på upptill 8300 km. Roboten är en uppdaterad version av R-29-roboten och den används på de ryska atomdrivna robotubåtarna i Delfin-klassen.